# Valeriano Martínez García
Valeriano Martínez García   (Aldán, 1961 - Edificio Administrativo de San Caetano, 6 d'octubre de 2021) va ser un economista i polític gallec, del PPdeG.

## Trajectòria
Era llicenciat en Econòmiques i Empresarials per la Universitat de Santiago de Compostel·la i diplomat en Gestió de Gerència Hospitalària per l'Escola d'Alta Direcció i Administració. Va ser funcionari del cos superior de l'administració general de la Conselleria d'Hisenda des de 1985. Va ser director general de Recursos Humans del Sergas, director general de Transport i auditor del Consell de Comptes de Galícia.
El 9 de febrer de 2015 va ser designat per ocupar el càrrec de conseller d'Hisenda del govern gallec. Va ser elegit diputat al Parlament de Galícia a les eleccions autonòmiques de 2016. El gener de 2017 va renunciar al seu càrrec de diputat al Parlament.